# Rurutu (Polinesia Francesa)
Rurutu es una comuna francesa situada en la subdivisión de Islas Australes, que forma parte de la colectividad de ultramar de Polinesia Francesa.

## Composición
Está formada por la unión de las tres comunas asociadas de Avera, Hauti, y Moerai, que abarcan la isla de Rurutu y una fracción del atolón de Islotes María:
| Comuna asociada de Avera       |                  |                  |                    |
| Fracción de la isla de Rurutu  | Población (2012) | Superficie (km²) | Densidad (hab/km²) |
| Avera                          | 844              | -                | -                  |
| Islotes                        | Población (2012) | Superficie (km²) | Densidad (hab/km²) |
| Islote Central (Islotes María) | -                | -                | -                  |
| Islote Noreste (Islotes María) | -                | -                | -                  |
| Comuna asociada de Hauti       |                  |                  |                    |
| Fracción de la isla de Rurutu  | Población (2012) | Superficie (km²) | Densidad (hab/km²) |
| Hauti                          | 402              | -                | -                  |
| Comuna asociada de Moerai      |                  |                  |                    |
| Fracción de la isla de Rurutu  | Población (2012) | Superficie (km²) | Densidad (hab/km²) |
| Moerai                         | 1079             | -                | -                  |

## Demografía
| Gráfica de evolución demográfica de Rurutu entre 1971 y 2012 |
|                                                              |

Fuente: Insee